# Bitozeves
Bitozeves (deutsch Witoseß) ist eine Gemeinde mit 361 Einwohnern  (1. Januar 2004) in Tschechien. Das Dorf liegt 9 km nordöstlich von Žatec in einer Höhe von 231 m ü. M. an der Chomutovka und gehört dem Okres Louny an. Es ist Mitglied in der Mikroregion Žatecko.

## Geschichte
Die erste schriftliche Erwähnung stammt aus dem Jahr 1318, als das Dorf dem Dalibor von Bitozeves (Dalibor z Bitozevsi) gehörte. Die Feste wird erstmals 1405 anlässlich des Kaufs durch Kreuzritter von Jindřich z Telče erwähnt. Anfang des 15. Jahrhunderts gehörte das Dorf dem Geschlecht von Laun (Louny). 1436 verpfändete Kaiser Sigismund das Dorf dem Jindřich Buškov z Hluban. Es kam zu regelmäßigen Besitzwechsel bis 1506 Jan Hruška z Března Bitozeves kaufte. Dessen Familie hielt die Örtlichkeit über hundert Jahre. Wegen der Teilnahme am Aufstand wurde der Hof konfisziert und 1623 an Adam Graf von Herbersdorf verkauft. Dieser trat es 1630 an Pavel Michna von Vacínov, den Herrn von Postoloprty ab, die es bis 1920 hielten.
Nach dem Münchner Abkommen wurde der Ort dem Deutschen Reich zugeschlagen und gehörte bis 1945 zum Landkreis Saaz.

## Sehenswürdigkeiten
Die Festung, die am linken Ufer des Flusses Chomutovka steht, war ein mächtiges, quadratisches, einstöckiges Gebäude aus Kalksandstein. Gemeinsam mit der Kirche bildete sie den Kern der Festung. Nach dem Dreißigjährigen Krieg wurde sie verlassen. 1691 wurde die Ruine durch den damaligen Besitzer Georg Ludwig von Sinzendorf wieder aufgebaut und steht auch heute noch (Hausnummer 12). Inmitten des Friedhofes befindet sich die Kirche des Hl. Michael mit einer Sakristei und einem Eckturm.

## Gemeindegliederung
Die Gemeinde Bitozeves besteht aus vier Ortsteilen, die zugleich auch Katastralbezirke bilden:
- Bitozeves
- Nehasice (Nehasitz) mit einer spätgotischen Kirche der Jungfrau Maria aus dem 15. Jahrhundert, 1677 im Barockstil umgebaut.
- Tatinná (Tatina), 1378 erstmals erwähnt als Besitz des Přech z Tatinné. Die Feste wurde 1396 erstmals urkundlich nachgewiesen. Seit 1533 gehörte die Siedlung bis nach der Schlacht am Weißen Berg den Herren von Hruška. Im Dreißigjährigen Krieg wurden die Festung und das Dorf ausgeraubt und niedergebrannt. In der zweiten Hälfte des 17. Jahrhunderts kam es zum Wiederaufbau. An den Ufern der Chomutovka wachsen selten salzliebende Pflanzen.
- Vidovle (Widobl), urkundlich 1388, als Besitz des Ježek z Tatinné erstmals erwähnt. 1537 gehörten sie zur Herrschaftsbereich des Jan Hruška z Března. 1563 wird erstmals eine Feste erwähnt, die nach dem Dreißigjährigen Krieg niedergebrannt wurde.

## Persönlichkeiten
- Franz Czermak (1896–unbekannt), sudetendeutscher Lehrer und Kommunalpolitiker (SdP, NSDAP)